# Campeonato Mundial de Esgrima de 1977
O Campeonato Mundial de Esgrima de 1977 foi a 42ª edição do torneio organizado pela Federação Internacional de Esgrima (FIE) entre 14 de julho a 24 de julho de 1977. O evento foi realizado em Buenos Aires, Argentina. 

## Resultados
Os resultados foram os seguintes. 
Masculino
| Evento             | Ouro                                                                                       | Prata                                                                                 | Bronze                                                                                      |
| Espada individual  | Suécia · Johan Harmenberg                                                                  | Suécia · Rolf Edling                                                                  | Suíça · Patrice Gaille                                                                      |
| Espada por equipe  | Suécia · Johan Harmenberg · Rolf Edling · Leif Högström · Hans Jacobson                    | Suíça · Daniel Giger · Patrice Gaille · Christian Kauter · François Suchanecki        | União Soviética · Boris Lukomski · Ashot Karaguian · Leonid Dunayev · Alexandr Abushajmetov |
| Florete individual | União Soviética · Alexandr Romankov                                                        | Alemanha Ocidental · Harald Hein                                                      | Itália · Carlo Montano                                                                      |
| Florete por equipe | Alemanha Ocidental · Harald Hein · Matthias Behr · Thomas Bach · Klaus Reichert            | Itália · Andrea Borella · Fabio Dal Zotto · Giovanni Battista Coletti · Carlo Montano | União Soviética · Alexandr Romankov · Vladimir Smirnov · Sabirzhan Ruziyev · Serguei Isakov |
| Sabre individual   | Hungria · Pál Gerevich                                                                     | União Soviética · Vladimir Nazlymov                                                   | Itália · Angelo Arcidiacono                                                                 |
| Sabre por equipe   | União Soviética · Mijail Burtsev · Vladimir Nazlymov · Alexandr Nikishin · Viktor Bazhenov | Roménia · Dan Irimiciuc · Cornel Marin · Ioan Pop · Alexandru Nilca                   | Hungria · Imre Gedővári · Pál Gerevich · Ferenc Hammang · Tamás Kovács                      |

Feminino
| Evento             | Ouro                                                                                    | ' Prata                                                                             | Bronze                                                                                    |
| Florete individual | União Soviética · Valentina Sidorova                                                    | União Soviética · Elena Belova                                                      | Hungria · Ildikó Schwarczenberger                                                         |
| Florete por equipe | União Soviética · Olga Kniazeva · Valentina Sidorova · Nailia Guiliazova · Elena Belova | Alemanha Ocidental · Karin Rutz · Ute Kircheis · Brigitte Oertel · Cornelia Hanisch | Roménia · Ecaterina Iencic-Stahl · Suzana Ardeleanu · Magdalena Bartoș · Marcela Moldovan |

## Quadro de medalhas
| Ordem | País               | Medalha de ouro | Medalha de prata | Medalha de bronze |    |
| ----- | ------------------ | --------------- | ---------------- | ----------------- | -- |
| 1     | União Soviética    | 4               | 2                | 2                 | 8  |
| 2     | Suécia             | 2               | 1                |                   | 3  |
| 3     | Alemanha Ocidental | 1               | 2                |                   | 3  |
| 4     | Hungria            | 1               |                  | 2                 | 3  |
| 5     | Itália             |                 | 1                | 2                 | 3  |
| 6     | Roménia            |                 | 1                | 1                 | 2  |
|       | Suíça              |                 | 1                | 1                 | 2  |
| TOTAL | TOTAL              | 8               | 8                | 8                 | 24 |